# Särkilompolo
Särkilompolo är en sjö i Finland. Den ligger i kommunen Muonio i landskapet Lappland, i den norra delen av landet, 900 km norr om huvudstaden Helsingfors. Särkilompolo ligger 254,7 meter över havet. Den är 8,3 meter djup. Arean är 1,25 kvadratkilometer och strandlinjen är 6,55 kilometer lång. Sjön  ingår i Torne älvs huvudavrinningsområde.   Den ligger vid sjön Särkijärvi. Den sträcker sig 2,2 kilometer i nord-sydlig riktning, och 1,4 kilometer i öst-västlig riktning.